# Abdul Rahman Yusuf
Abdul Rahman Yusuf (arabe : عبد الرحمن يوسف), né le 18 septembre 1970, est un poète et journaliste égyptien. Il est le sixième fils de Sheikh Youssef al-Qaradâwî.
Devenu célèbre par son opposition au régime au pouvoir en Égypte, il critique la corruption, jusqu'à réserver un poème satirique contre l'ancien président Hosni Moubarak, intitulé Le violateur au service de Dieu. Qualifié de «Poète de la Révolution» (Révolution de 25 janvier), il est l'un de ses instigateurs et organisateurs et y participe par l'écriture de la poésie et de la prose mais aussi par l'action politique organisée.
Interdit d'écriture et de télévision durant le règne de Moubarak, il reprend ses activités médiatiques après la révolution. Il publie ses poèmes dans plusieurs revues et journaux égyptiens et arabes. Sa poésie se distingue à la fois par son engagement pour la cause arabe et par le respect de l'esthétique poétique arabe. Guitariste et luthiste passionné, Abdul Rahman Yusuf chante et compose des poèmes d'amour courtois mis en musique, dont le plus connu  «Ala al-makchouf» (Franc-parler).

## Biographie
Abdul Rahman Yusuf grandit au Qatar, et obtient la nationalité qatarienne après que son père l'ai obtenu à son tour. Opposant du régime de Hosni Moubarak, il renonce en 2003 à la nationalité qatarienne pour ne pas être taxé d'allégeance à un autre État. À cet égard il dit :

« Je suis né à Qatar où j'ai vécu pendant deux décennies et, avec la volonté de Dieu et l'intervention du hasard, ai obtenu la nationalité qatarienne juste pour cette période de ma vie, comme beaucoup d'Égyptiens qui ont été contraints par la situation matérielle ou politique de leurs familles, à travailler à l'étranger… Je n'ai de comptes à ne rendre à personne sur ces circonstances, et, comme un vrai Égyptien, j'affirme que je ne renie jamais un pays où j'ai vécu en citoyen respecté et honoré. Je suis fier du Qatar, de son peuple, de mes souvenirs et de mes études dans ses écoles et son université, où j'avais les amis de ma jeunesse ; mais je reste toutefois égyptien et fier de l'être et ne porte que la nationalité égyptienne. J'ai volontairement abandonné la nationalité qatarienne, et ce par respect pour moi-même d'abord, mais aussi par respect pour ce grand peuple qui a accordé sa confiance et son encouragement à mes paroles. Donc, il n'était pas approprié que je critique l'ancien chef d'État tout en étant soupçonné d'allégeance à un autre État,. »

Le 22 juin 2011, il se retire d'une émission (Le Caire aujourd'hui) diffusée en direct sur une chaine égyptienne pour protester contre un reportage qui le présente comme étant un qatarien, et ce en dépit de l'accord avec le présentateur de l'émission  Amru Adib pour qu'il soit présenté comme égyptien.
En janvier 2025, Le Liban approuve l'extradition d'Abdul Rahman Yusuf, vers les Émirats arabes unis, après son arrestation le 28 décembre 2024 à son retour de Syrie.
Les vingt-huit ONG des droits humains égyptiens, arabes et internationaux ont publié une déclaration conjointe exprimant une «profonde préoccupation» concernant l'expulsion, la décrivant comme un «précédent juridique alarmant» et une «mauvaise utilisation flagrante des accords de sécurité internationale pour régler les scores politiques avec les dissidents».

## Formation
- Licence de la Faculté de la Charia à l'Université du Qatar.
- Master, sur Les objectifs de la loi islamique, Faculté des sciences, l'Université du Caire[8].

## Activités politiques
- Un des fondateurs d'un certain nombre de mouvements politiques d'opposition au régime de Moubarak, tels que: Kifaya et l'Association nationale de changement.
- Opposant au régime de Moubarak, il écrit de nombreux poèmes pamphlétaires, rendus célèbres depuis 2003 et  jusqu'à la chute du régime de Moubarak en février 2011.
- Il démissionne du comité de coordination pour la campagne de DrMohamed El Baradei, trois mois avant la Révolution égyptienne de 2011
- Coordinateur de la Campagne populaire indépendante pour soutenir la candidature de Mohamed El Baradei à la présidence de l'Égypte 2011[9].
- Il participe à la campagne de candidature de Abdel Moneim Abou el-Fotouh à la présidence.

## Activités professionnelles

### Presse écrite
Éditorialiste dans plusieurs journaux égyptiens et arabes, dont : Ash-Shourouq, Al Youm7, Al-Ahram, Al-Dustour (Égypte), Sawt al-Umma, Al-Masri Al-Youm… et bien d'autres
- Depuis 06/12/2011 il écrit quotidiennement un article pour le journal al-Yom Es-Sabbaa Youm7 (en) (le septième jour)
- Une chronique hebdomadaire tous les samedis dans le journal égyptien Al-Ahram
- Un article hebdomadaire chaque mercredi pour le journal qatari Al-Sharq.
- D'autres articles divers et sporadiquement publiés dans plusieurs journaux égyptiens et arabes.

### Télévision
Il présente et produit de nombreuses émissions de télévision telles que : 
- Derrière la vérité (Khalfa al haqiqa)
- La frontière (Al hadd al fassel)
- La page d'opinion (Saf'hat ar-ray)
- L'Égypte élit (Misr tantakhib)

.. et ce sur les chaînes arabes telles que : 
- Al-Jazeera Documentary
- Ma Santé
- La jeunesse
- CBC

## Œuvres
sept recueils de poésie publiés:
- Saignement de caractères, 1992 (نزف الحروف), son premier recueil de poésie publié à l'âge de vingt-deux ans, contenant quarante poèmes.
- En face du miroir, 2003 (أمام المرآة), contient trente poèmes. Le poète y parle de l'être humain en tant qu'âme et corps, de la philosophie de l'art, de la souffrance de l'artiste et de son plaisir dans ce qu'il fait.
- Un toast à la patrie, 2004 (في صحة الوطن) se compose de huit poèmes; dont le plus long est Un toast à la patrie parlant d'un citoyen arabe ivre, plus il boit, plus ses chagrins se multiplient et plus il dépasse les limites. Ce poème représente une vingtaine de verres de vin. chaque verre est représenté par un fragment de poésie lié à la fois au fragment précédent et au suivant. Le poème est inspiré par la chute de Bagdad. Le reste des poèmes est une vision politique sous forme artistique sur la situation de la nation arabe au niveau des peuples et de leurs dirigeants, vision qui démontre que la faille réside dans le leadership.
- Je n'ai rien à perdre, 2005 (لا شيء عندي أخسره) - Le recueil se compose d'un ensemble de poèmes reflétant une  vision du poète sur l'étape par laquelle l'Égypte et la nation arabe passent au cours de leur histoire actuelle. Étape, considérée comme génératrice d'une nouvelle ère pour l'Homme arabe qui commence à se remuer en refusant de se soumettre à des régimes autoritaires qui l'accablent. Ce recueil est considéré comme une référence de la satire politique à l'époque moderne.
- Franc-parler, juillet 2006 (على المكشوف), recueil de poésie courtoise, avec plus de vingt poèmes.
- Écrire l'histoire de demain, novembre 2006 (أكتب تاريخ المستقبل), recueil de poésie épique, relatant les bravoures de la résistance libanaise durant la guerre de juillet 2006 contre l'offensive israélienne.
- Deuil improvisé, 2008, recueil de poésie dans lequel le poète improvise ses propres douleurs qui résument la douleur collective. Poèmes qui parlent de gouvernance et de politique à travers la logique du citoyen ordinaire et non pas à travers celle des politiques. Quant à la satire sur les dirigeants, elle s'inscrit dans le contexte de la plainte exprimée par le citoyen ordinaire, et non pas dans un contexte indépendant.. Les poèmes de ce recueil traitent des questions difficiles telles que la torture dans les prisons, le chômage, le pouvoir injuste envers les faibles et les antagonismes interconfessionnels, etc. Tout cela dans une belle langue poétique, attrayante et difficilement facile. C'est un recueil qui incite à la révolte, à l'espoir et au travail.

### Vidéos
Quelques lectures poétiques par le poète en vidéos sur YouTube (en arabe)
- [vidéo] « Poème  Le violateur au service de Dieu ((الهاتك بأمر الله)) », sur YouTube
- [vidéo] Poème Kifaya (Assez)((كفاية))
- [vidéo] « Poème Funérailles disciplinées  ((جنازة منضبطة)) », sur YouTube
- [vidéo] « Poème À quand le rendez-vous de la mort  ((متى موعد الموت)) », sur YouTube
- [vidéo] « Poème L'ennemi dit  ((يقول العدو)) », sur YouTube
- [vidéo] « Poème Le chapelet du président  ((مسبحة الرئيس)) », sur YouTube
- [vidéo] « Poème Les disparus sans sépultures ((الراحلون بلا قبور )) », sur YouTube
- [vidéo] « Poème Excuse-toi pour ce que tu as fait ((اعتذر عما فعلت )) », sur YouTube